# 古賀行義
古賀 行義（こが ゆきよし、1891年（明治24年）11月26日 - 1979年（昭和54年）3月28日）は、日本の心理学者である。別名に壺井 潔（つぼい きよし）がある。

## 経歴・人物
熊本県熊本市に生まれる。東京帝国大学（現在の東京大学）にて哲学科に所属し、後に同じく心理学者となる浜中浜太郎、黒田亮らと共に心理学を学ぶ。1915年（大正4年）に卒業を迎えたが、その後も同大学に残留し経済学科に所属した。1920年（大正9年）に卒業後は、旧制の名古屋高等商業学校（現在の名古屋大学大学院経済学研究科・経済学部）にて教鞭を執った。
1921年（大正10年）より留学のため渡米し、その後はイギリスにてロンドン大学に入学する。同学校にてカール・ピアソンから因子分析を中心に数学を学び、後にチャールズ・スピアマンにも師事した。後にドイツを経て1924年（大正13年）に帰国し、帰国後の1930年（昭和5年）からは広島文理科大学の教授となり、幅広い分野の心理学の研究に携わった。戦後の学制改革にともない広島大学教授となり、後に同大学の学長や日本心理学会の会長も歴任した。

## 著書
- 『知能相関』
- 『心理学概説』